# Eriste N
L'Eriste N o pic Beraldi és una muntanya de 3.025 m d'altitud, amb una prominència de 41 m, que es troba al massís de Pocets, província d'Osca (Aragó).